# Миколаївка (Терновський район)
Миколаївка (рос. Николаевка) — село у Терновському районі Воронезької області Російської Федерації.
Населення становить 282 особи. Входить до складу муніципального утворення Тамбовське сільське поселення.

## Історія
Населений пункт розташований у межах історичного регіону Чорнозем'я.
Від 1929 року належить до Терновського району, спочатку в складі Центрально-Чорноземної області, а від 1934 року — Воронезької області.
Згідно із законом від 15 жовтня 2004 року входить до складу муніципального утворення Тамбовське сільське поселення.

## Населення
| 2010 | 2012 | 2013 | 2014 | 2015 | 2016 | 2017 |
| ---- | ---- | ---- | ---- | ---- | ---- | ---- |
| 322  | ↘321 | ↘316 | ↘299 | ↘292 | ↗293 | ↘282 |